# Ладзаро Спалланцані
Ладзаро Спалланцані (італ. Lazzaro Spallanzani) (1729-1799) — італійський природодослідник.
Відомий працями з біології. Вперше експериментально довів неможливість самодовільного зародження мікроскопічних організмів (незалежно від нього це зробив Тереховський М. М.). Вивчав також регенерацію у земноводних, кровообіг, дихання, травлення та інше.
Навчався в Болоньї, природничі науки вивчив у Реджіо, Павії та Модені. В молодості підробляв репетитором, зокрема давав уроки молодій Леонор і Фонсека Піментель Чавес. Після подорожі, здійсненої ним Швейцарією, Туреччиною, Корфом і Кіпром, він описав найбільш видатні особливості цих місцевостей в природничо-геологічному контексті.

## Інтернет-ресурси
- Page describing, with pictures, some of Lazzaro Spallanzani's memories
- Museum of Lazzaro Spallanzani in Pavia
- Official site of "Centro Studi Lazzaro Spallanzani" (Scandiano)
- Zoologica Göttingen State and University Library Digitised Viaggi alle due Sicilie e in alcune parti dell'Appennino
- Guide to the Lazzaro Spallanzani Papers 1768-1793 at the University of Chicago Special Collections Research Center